# Rak gruzełkowy drzew liściastych

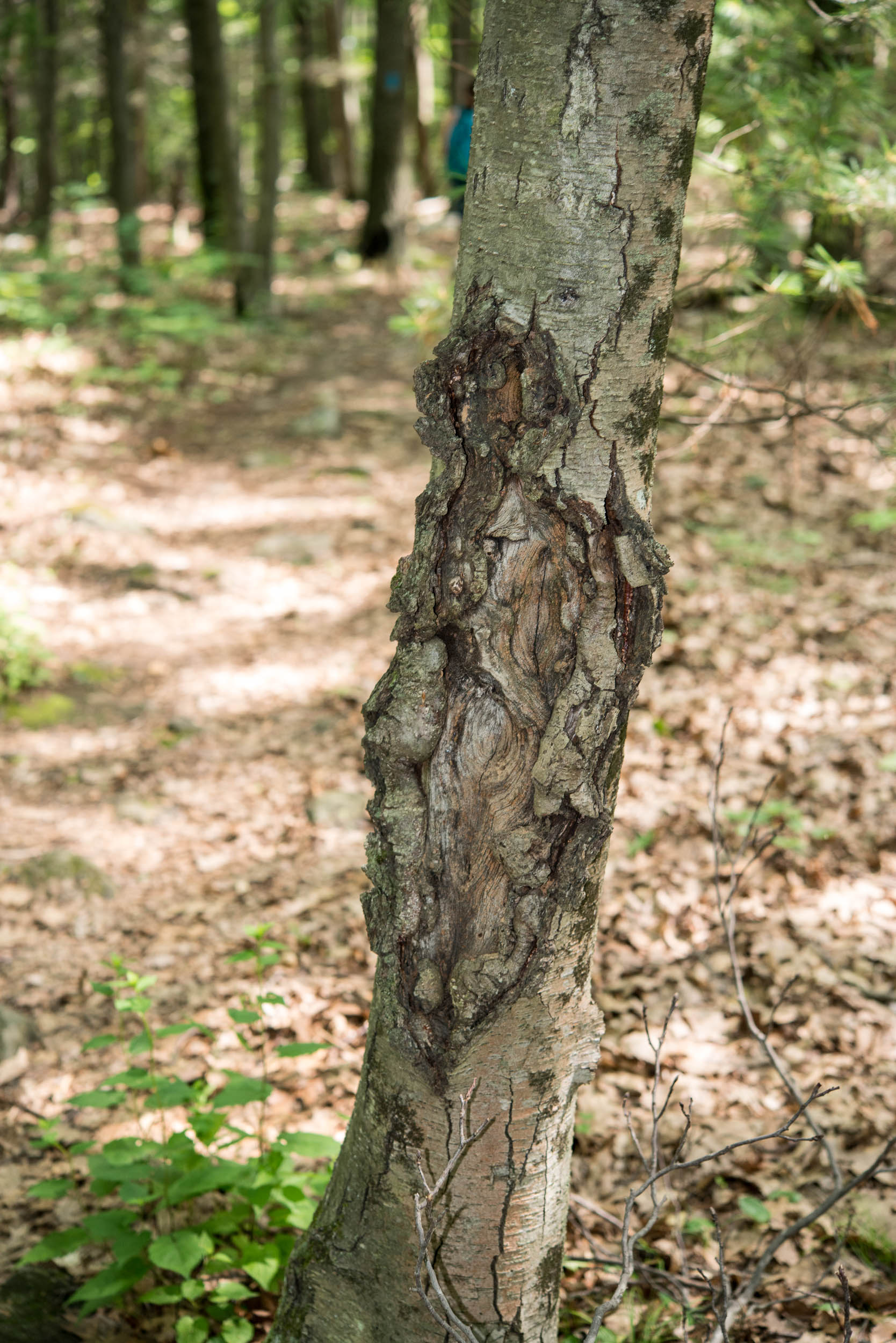
Rak otwarty

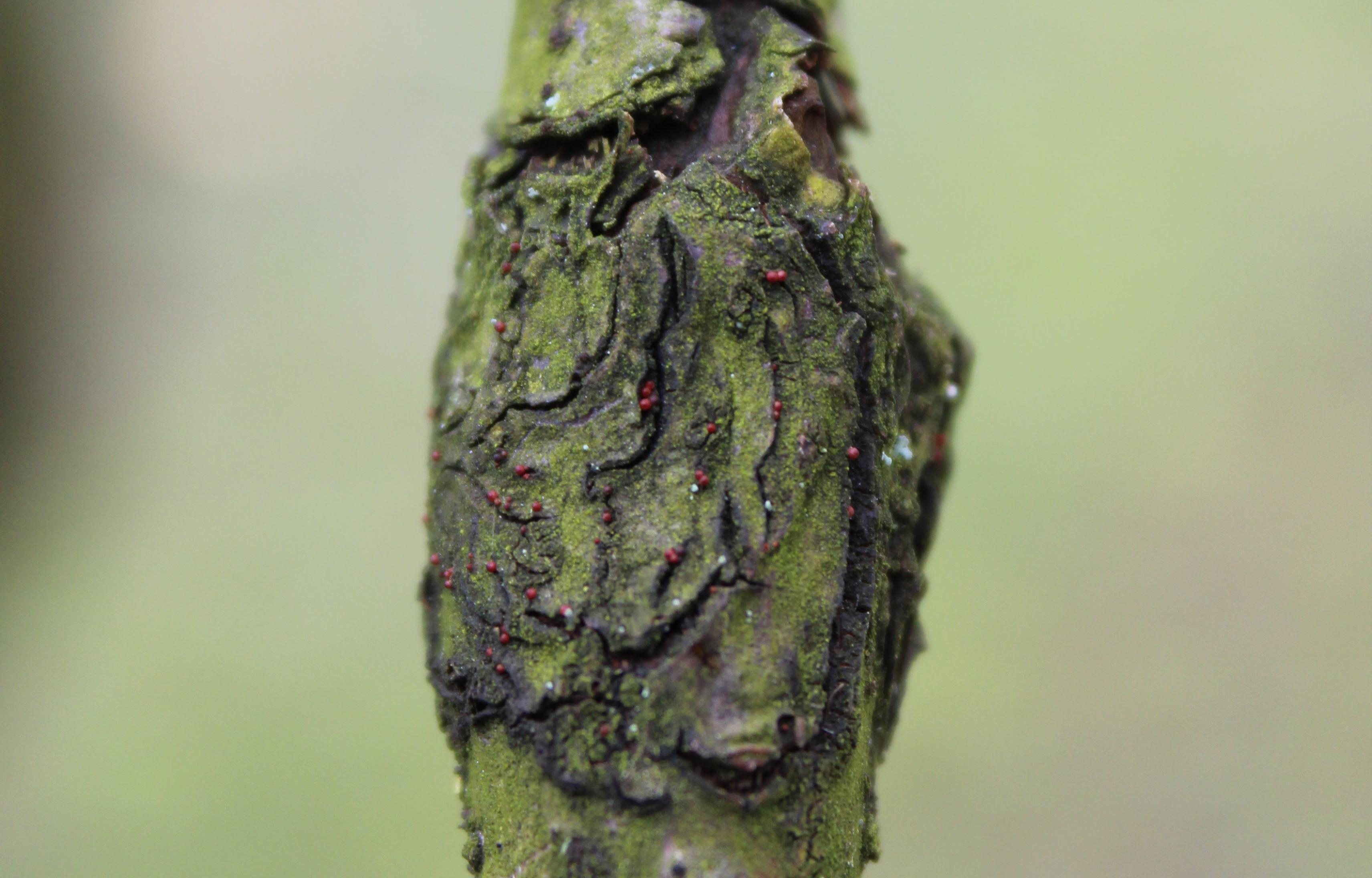
Rak zamknięty z perytecjami grzyba

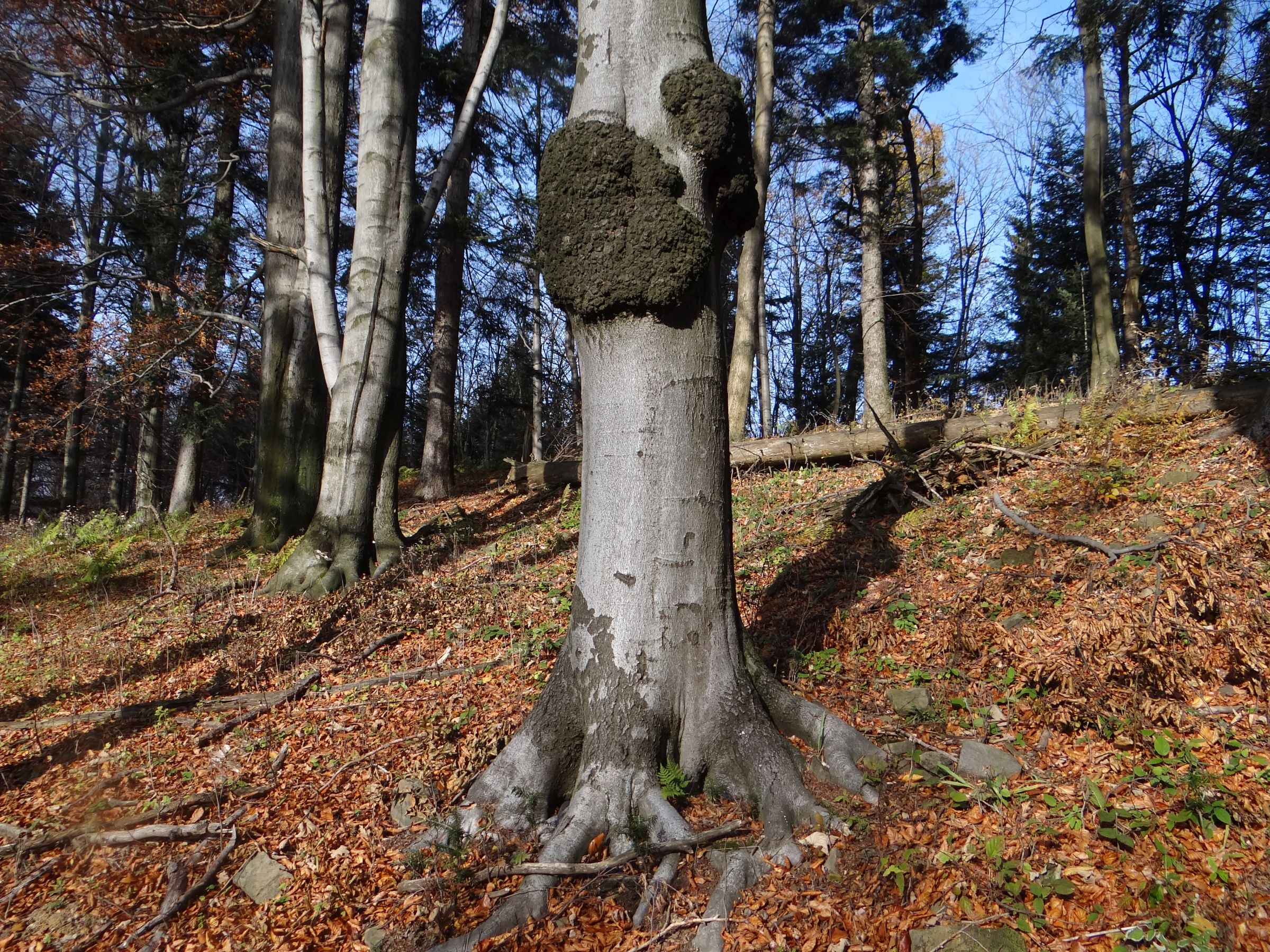
Rak buka

Rak gruzełkowy drzew liściastych – choroba drzew liściastych z grupy raków roślin.

## Występowanie i szkodliwość
Raki drzew liściastych mogą być wywołane przez różne czynniki: bakterie, mszyce, niską temperaturę i grzyby. Wśród grzybów najczęściej wywołuje je Neonectria ditissima i Neonectria coccinea. N. coccinea występuje głównie na topolach i bukach, N. ditissima ma szerszy zakres żywicieli. Występuje na bukach, dębach, klonach, jesionach, olszach, topolach i innych, w tym na drzewach owocowych. Wywołana przez nią choroba drzew owocowych to rak drzew owocowych i zgnilizna owoców.
Rak gruzełkowy drzew liściastych występuje zarówno na kilkuletnich drzewach, jak i w starodrzewach. Rozprzestrzeniony jest w strefie klimatu umiarkowanego na wszystkich kontynentach. Większe znaczenie ma tylko przy sprzyjających patogenom warunkach w zaniedbanych drzewostanach, w których nie są prowadzone prace pielęgnacyjne.

## Objawy
Pierwszym objawem choroby jest zapadnięcie się i nekroza kory drzewa w miejscu wniknięcia patogenu. Później kora wykrusza się i powstaje rak otwarty. Roślina broniąc się wytwarza na jej brzegach kallus próbując zabliźnić ranę. Czasami się to udaje, częściej jednak kallus zamiera i częściowo się wykrusza, zaś brzeg rany przesuwa się dalej na jej zewnątrz. Rana powiększa się a jej brzegi znowu nabrzmiewają od kallusu. Po wielu latach powstaje w ten sposób rana otwarta z koncentrycznymi strefami resztek po pierścieniach kallusu. Na cieńszych pędach zazwyczaj z jednej strony powstaje podłużna rana otwarta, z drugiej strony natomiast wrzecionowate zgrubienie.
Na martwej korze i na powierzchni rany grzyb tworzy drobne, kremowobiałe grudki. Są to perytecja, w których powstają jego zarodniki.

## Epidemiologia
Choroba rozprzestrzenia się zarówno przez konidia, jak i askospory. Infekuje drzewa głównie przez rany. Zarodniki przenosi wiatr i woda. Rozprzestrzenianiu się choroby sprzyjają warunki osłabiające drzewa: uszkodzenia mrozowe, susze, okaleczenia drzew i inne czynniki osłabiające drzewa. Wydzielane przez grzybnię patogenów mykotoksyny zabijają przylegające do niej partie kory i miazgi drzewa, zaś dalsze pobudzają do bardziej intensywnego wzrostu. Choroba rozwija się głównie poza sezonem wegetacyjnym, w okresie wegetacji natomiast roślina zasklepia rany wytworzone przez patogeny. Badania wykazały, że w korze buków o gęstości 1,11–1,10 g/cm³ grzybnia N. ditissima w ciągu 6 miesięcy przyrastała 1–3 mm, a przy gęstości 0,88 g/cm³ aż 30 mm.
Zimują perytecja oraz grzybnia w tkankach porażonych przez patogena. Konidia przenoszone są przez krople deszczu i wodę na niewielkie odległości – głównie w obrębie korony drzewa, askospory natomiast mogą być przez wiatr przenoszone na duże odległości.

## Ochrona
Ochrona przed rakiem gruzełkowym drzew liściastych polega na unikaniu ich zranień, usuwaniu drzew silnie porażonych, smarowaniu świeżych ran maścią z fungicydami. W parkach można też zamiast usuwania całych drzew usuwać tylko porażone konary. Dbanie o dobre warunki rozwoju drzew przyczynia się do wzmocnienia ich odporności.